# Södra gölen, Småland
Södra gölen är en sjö i Jönköpings kommun i Småland och ingår i Nissans huvudavrinningsområde. Norra gölen, Södra gölen och Röksbergsgölen ligger samlade på en höjd nordväst om Agutarem. Omkring 500 m nordväst om sjöarna flyter ån Nissan. Strax väster om Norra gölen ligger sumpmarken Linnermad och Bullerbäcken.